# Бойова машина десанту

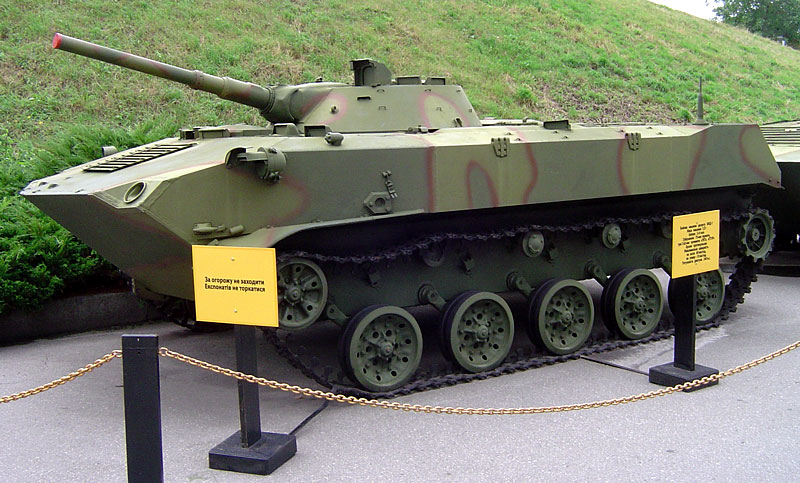
БМД-1 у Національному музеї історії України у Другій світовій війні

Бойова́ маши́на деса́нту (БМД) — узагальнена назва бойової техніки, бойова броньована гусенична машина, яка десантується парашутним, парашутно-реактивним або посадковим способом. Перебуває на озброєнні повітряно-десантних підрозділів та призначена для транспортування особового складу повітряно-десантних військ до місця виконання поставленого бойового завдання, підвищення його мобільності, озброєності і захищеності на полі бою, а також підтримки його артилерійським та кулеметним вогнем в умовах застосування противником зброї в бою.
Найближчими за класом бойової техніки машинами є бронетранспортер і бойова машина піхоти (БМП). Основною властивістю БМД є її здатність десантуватися за допомогою спеціальних важких парашутних систем.

## Галерея

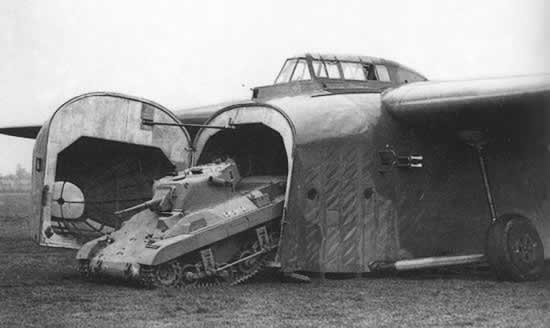
Американський аеротранспортабельний танк M22 «Локаст» здійснює висадку з планера Гамількар
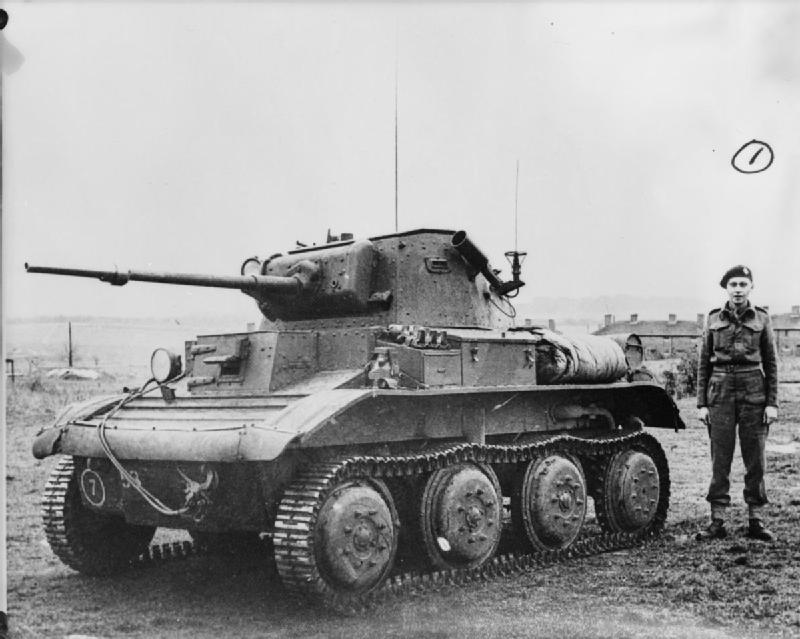
Британський аеротранспортабельний танк Mk VII «Тетрарх»
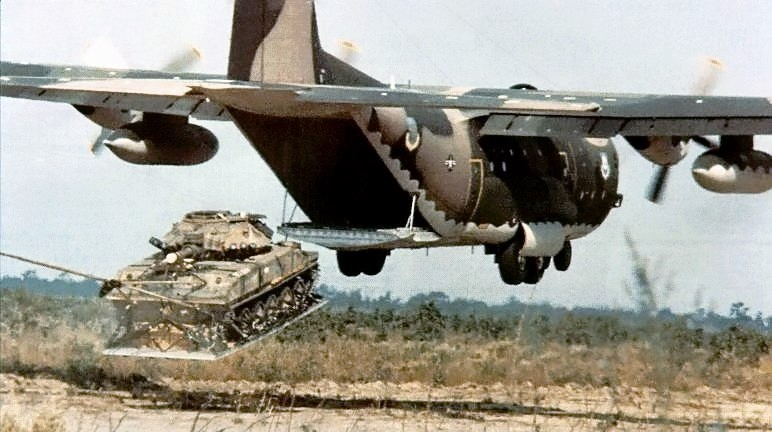
Десантування легкого танку «Шерідан» з літака С-130 «Геркулес» з надмалих висот (США)
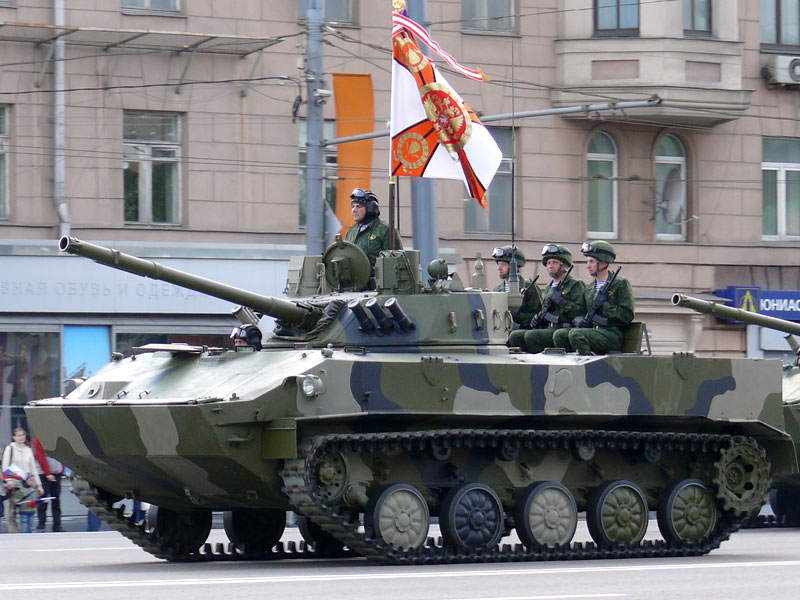
Російська БМД-4
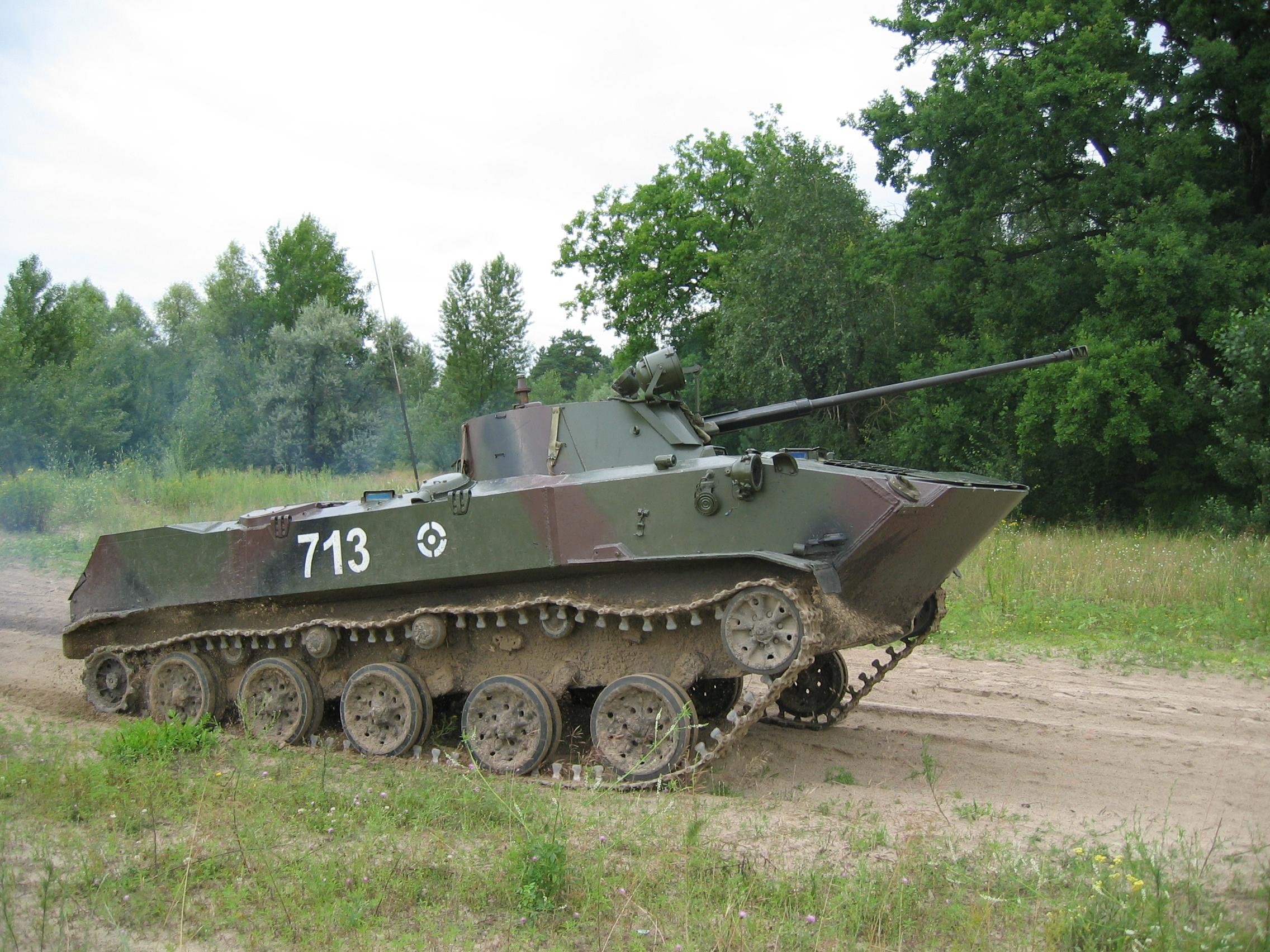
Радянська/українська БМД-2
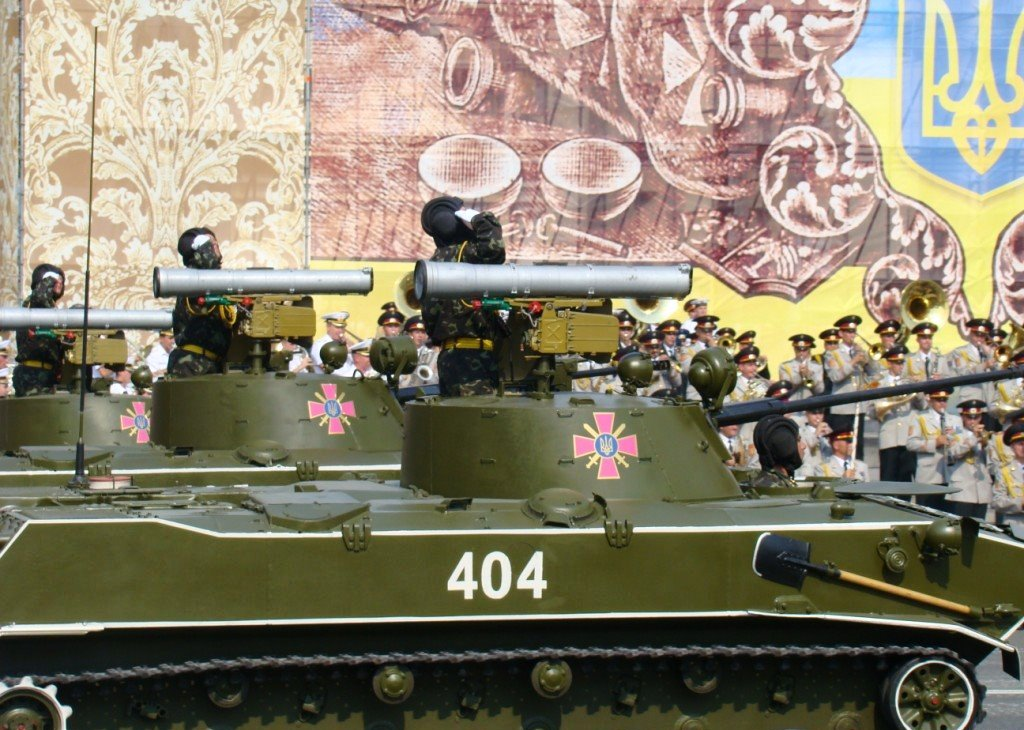
БМД-2 українських аеромобільних військ на параді в Києві. 24 серпня 2008
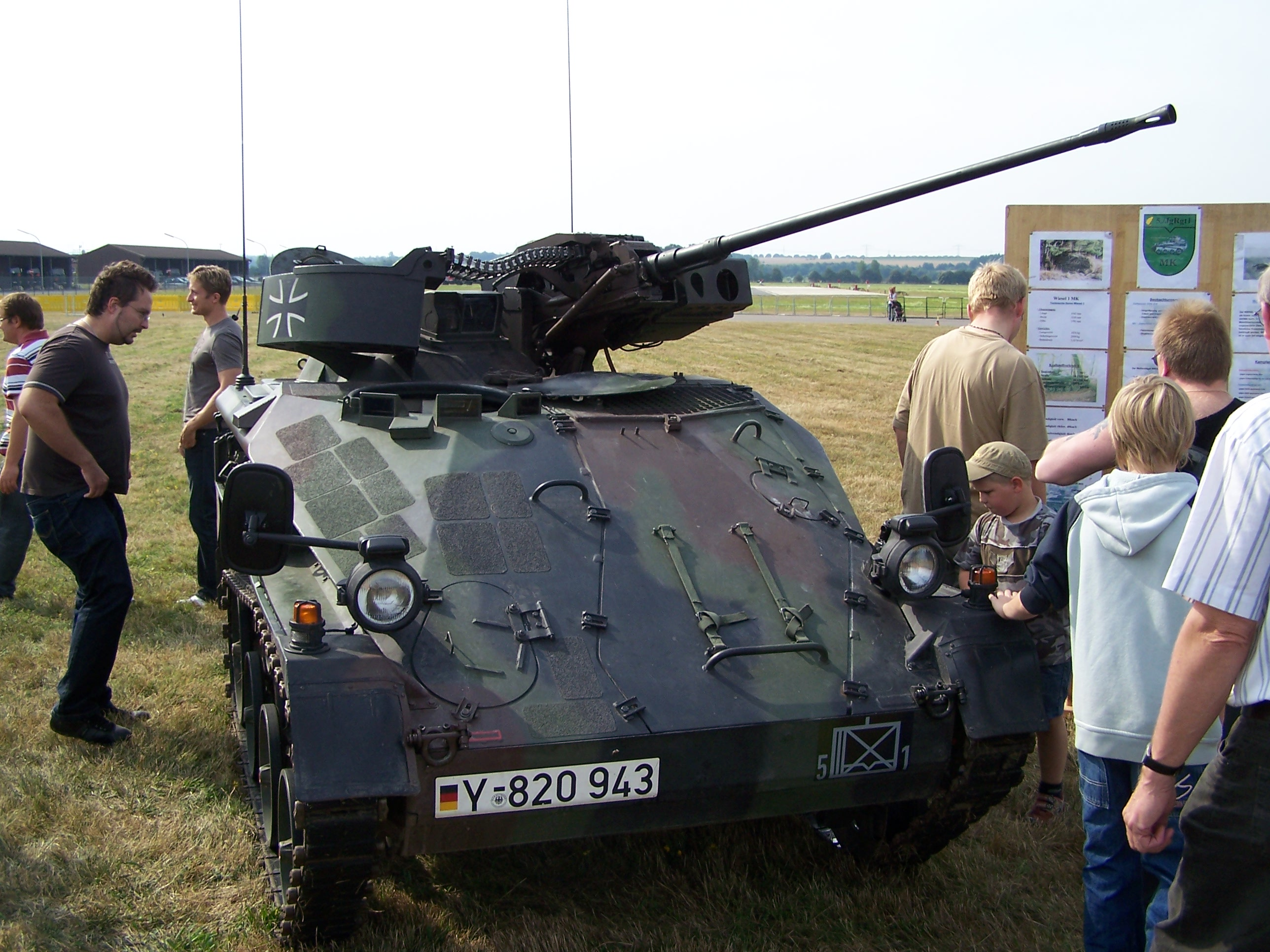
Німецька БМД «Візель»

## Відео
- БМД-1
- Відеосюжет БМД-3 [Архівовано 1 грудня 2015 у Wayback Machine.]
- BMD-4 AIRBORNE COMBAT VEHICLE [Архівовано 12 жовтня 2016 у Wayback Machine.]
- Russian Tank falling from an Ariplane (BMD-3)